# Großörner
Großörner is een plaats en voormalige gemeente in de Duitse deelstaat Saksen-Anhalt, en maakt deel uit van de Landkreis Mansfeld-Südharz.

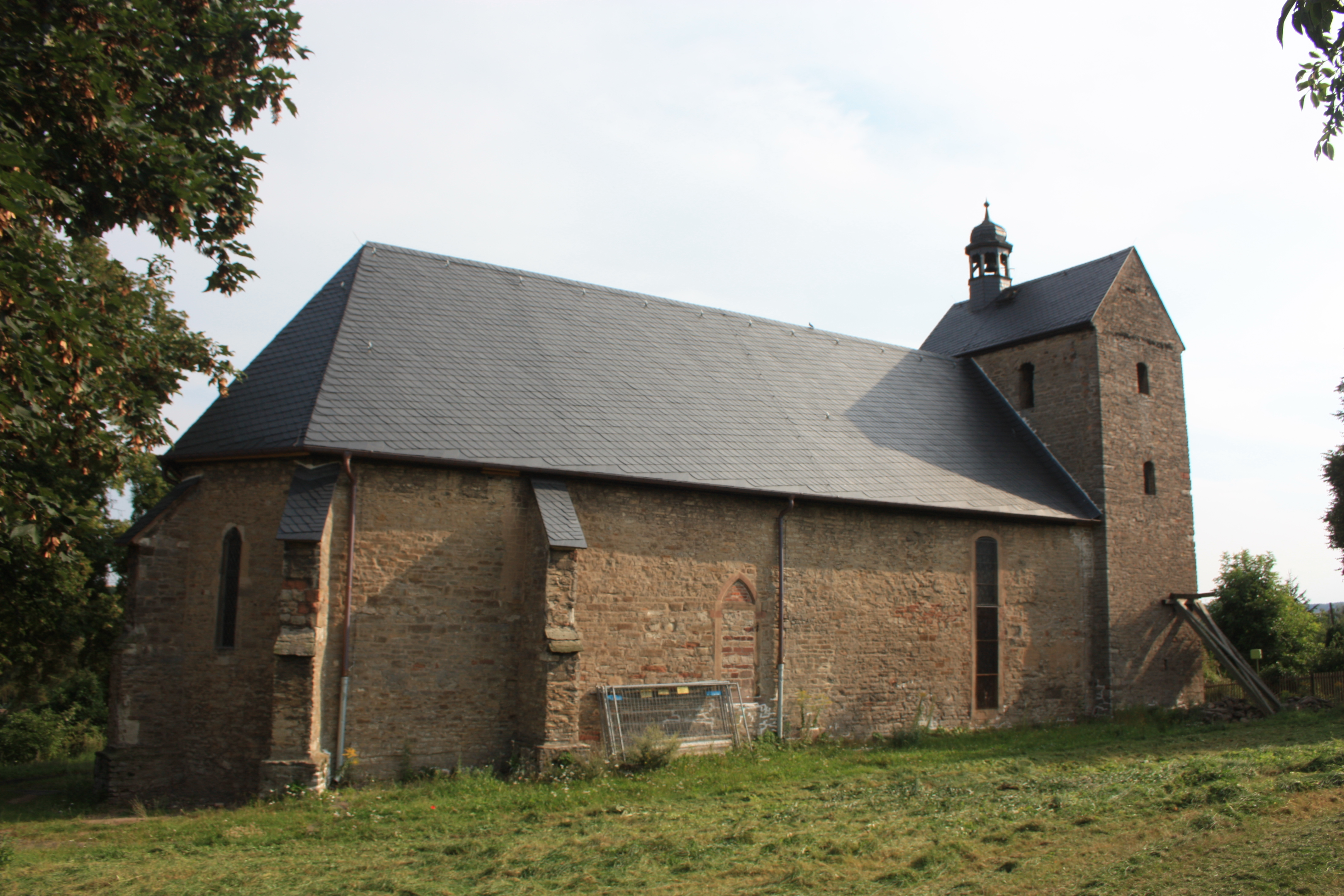
Dorpskerk van Großörner

Großörner telt 1.932 inwoners.